# Burg Lukov

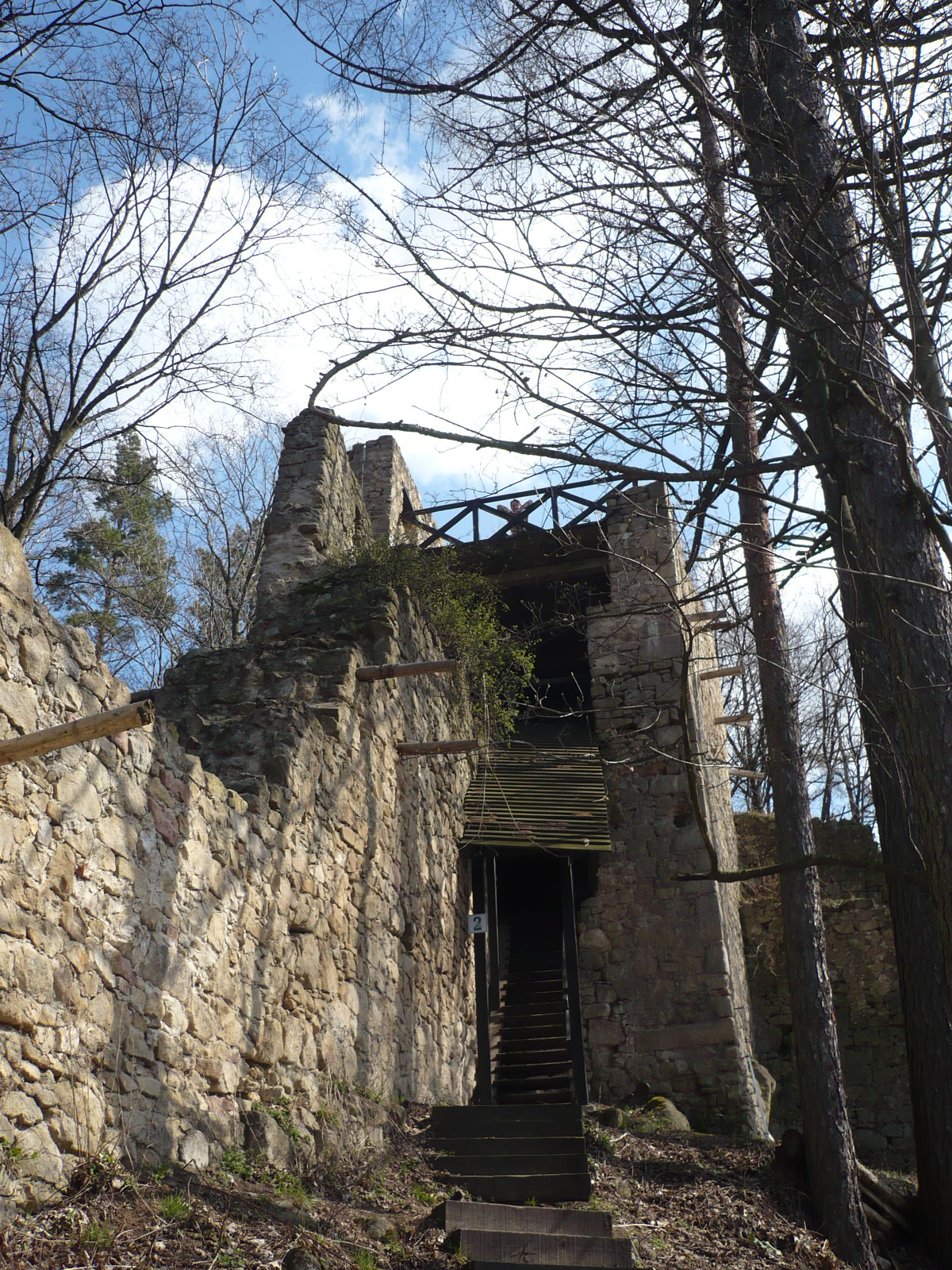
Äußere Befestigung

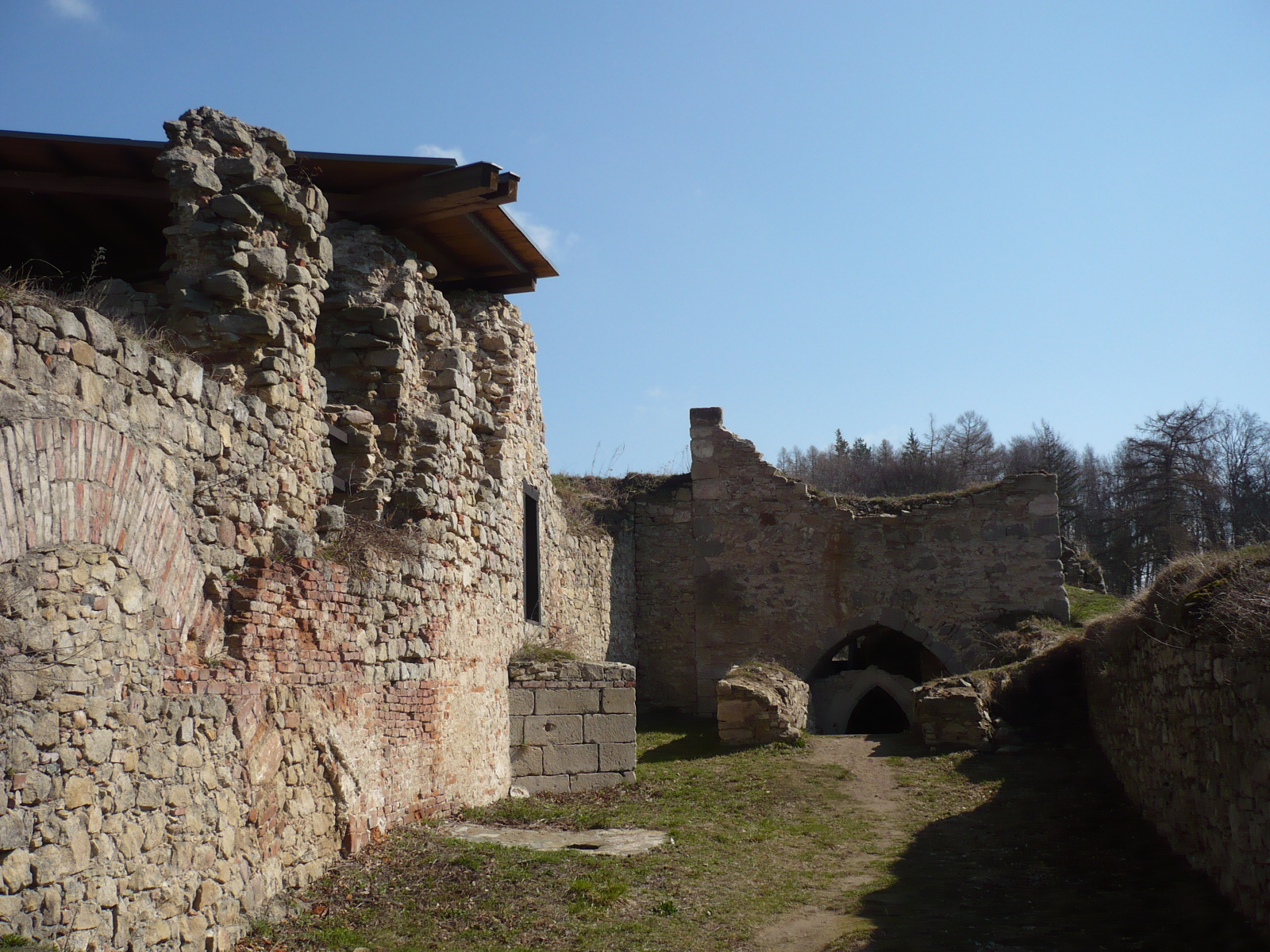
Eingangsbereich

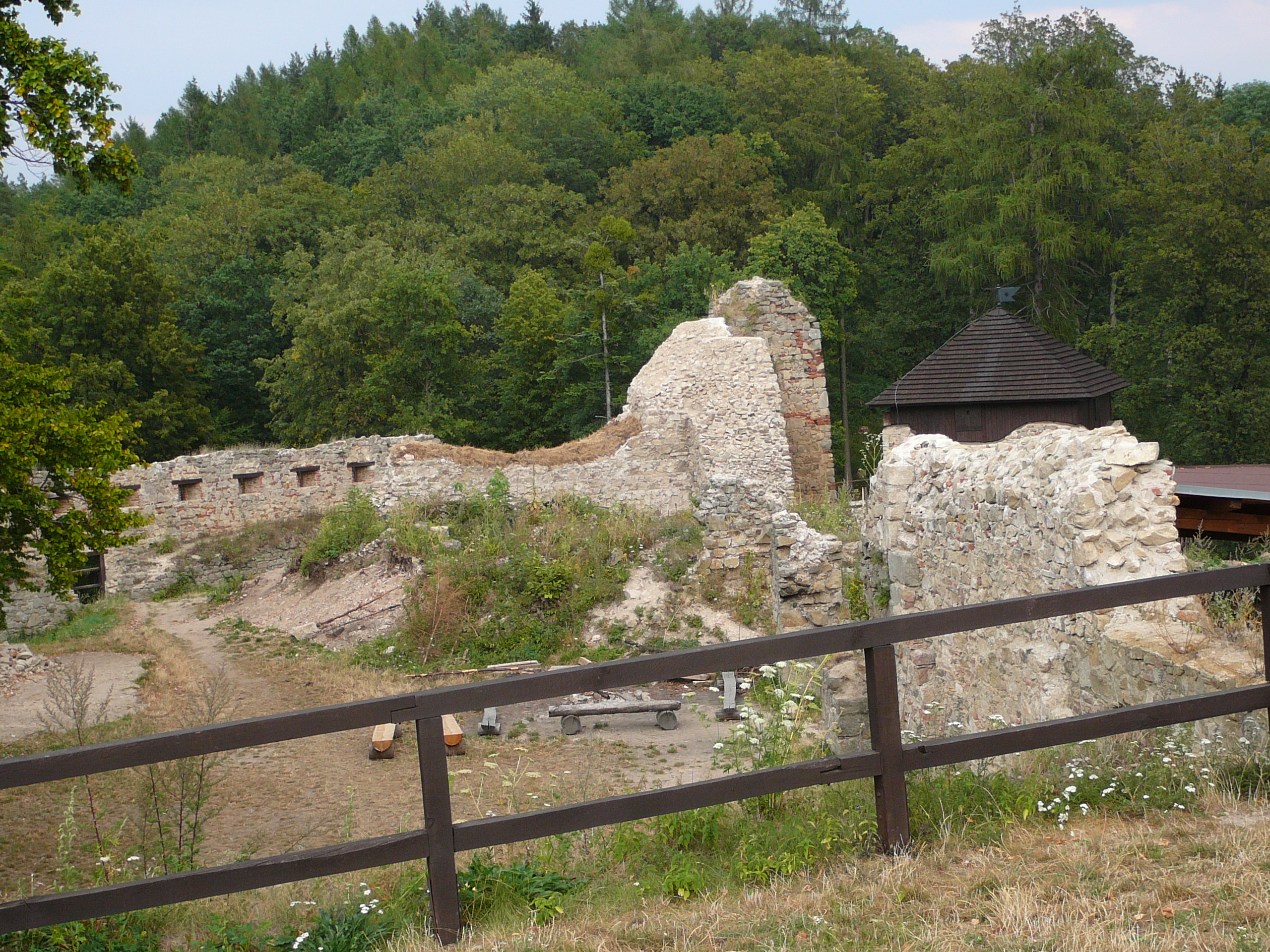
Teil der Anlage

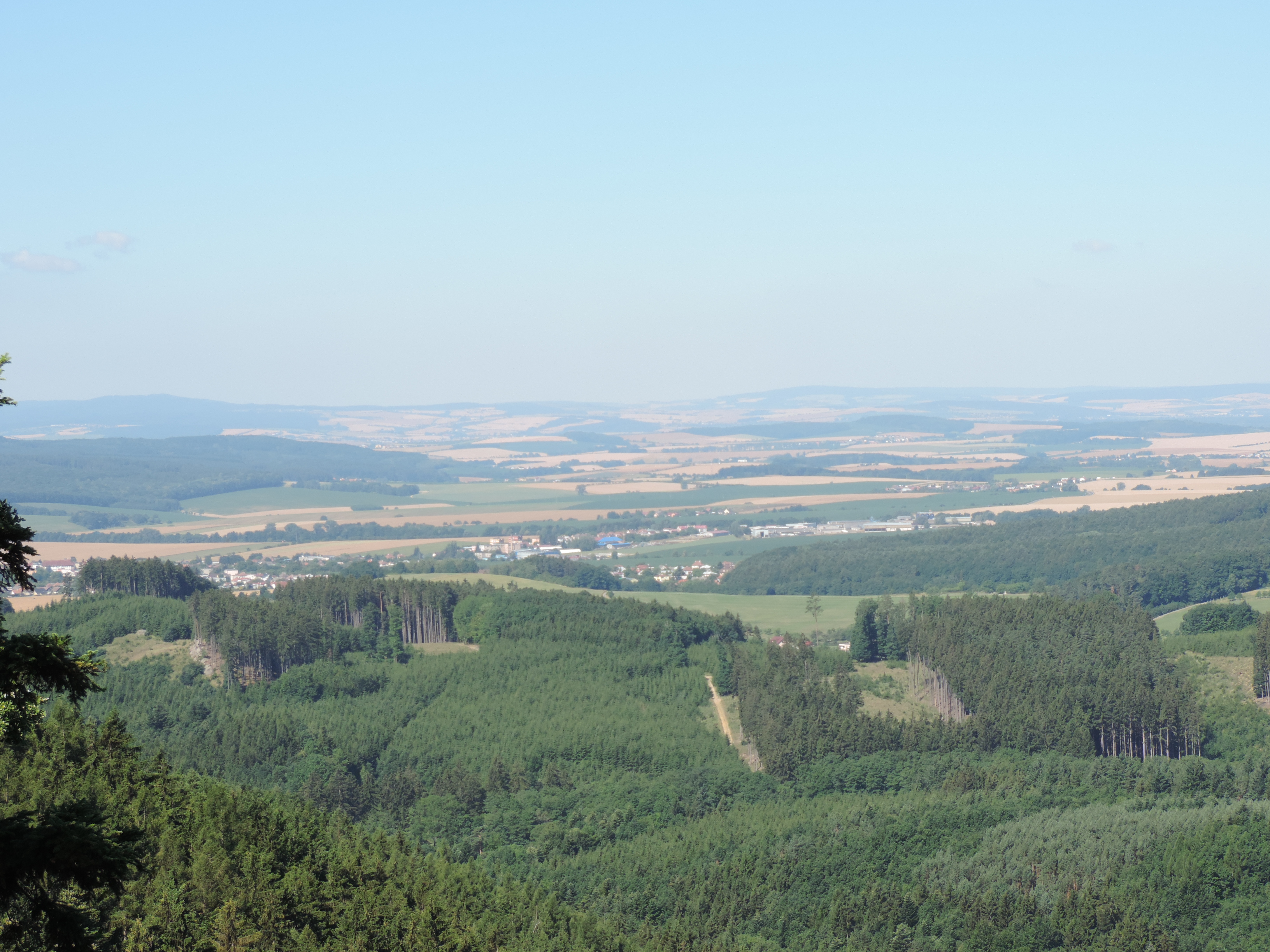
Blick von der Burg

Die Ruine der gotischen Burg Lukov (deutsch Burg Luckow) befindet sich in den Hosteiner Bergen bei Lukov in Tschechien.

## Geographie
Die Spornburg befindet sich anderthalb Kilometer nördlich von Lukov im Süden der Hosteiner Berge auf einem Felssporn zwischen dem Tälern der Bäche Bělovodský potok und Lukovský potok. Am Südhang des Burgberges liegt das Naturschutzgebiet Králky.
Umliegende Ortschaften sind Vlčková im Nordosten, Kašava im Osten, Velíková im Südosten, Lukov im Süden und Vítová im Südwesten.

## Geschichte
Der Burgberg war vermutlich bereits in der Frühzeit besiedelt. So wurden bei Ausgrabungen im südlichen Zwinger in den 1980er Jahren Keramikreste der Urnenfelderkultur aus dem 8. bis 9. Jahrhundert v. Chr. gefunden.
Die Burg entstand wahrscheinlich in der 1. Hälfte des 13. Jahrhunderts als Teil der mährischen Landesbefestigung. Eine erste indirekte Erwähnung erfolgte im Jahre 1219, als ein Kastellan Bun de Lucowe genannt wurde. Im Jahre 1235 zeichnete Lambertus plebanus de Lukov in einer Urkunde der Königin Konstanze von Ungarn als Zeuge. Es ist nicht bekannt, wann und unter welchen Umständen die einst königliche Burg an die Herren von Sternberg gelangte.
Der erste gesicherte schriftliche Nachweis erfolgte am 1. November 1332 mit einer in Luckow ausgestellten Urkunde von Zdislav von Sternbergs Witwe Margarethe, in der diese im Einvernehmen mit ihren Söhnen Štěpán, Jaroslav, Albert und Matouš dem Kloster der hl. Klara in Olmütz das Dorf Štarnov schenkte. Um 1334 erwarb Markgraf Karl IV. zahlreiche verpfändete oder veräußerte bedeutsame Burgen und Güter in Böhmen und Mähren zurück, darunter auch die mährische Burg Luckow. Bereits 1342 gehörte die Burg wieder den Herren von Sternberg. In dieser Zeit wurde Matouš von Sternberg auch mit dem bischöflichen Gut Holešov beliehen. Ab 1362 verwendete Matouš erstmals das Prädikat Lukovský und 1367 auch dessen Sohn Albrecht. Nach dem Tode von Matouš († 1371) übertrug Markgraf Johann Heinrich die Herrschaft Lukov am 26. April 1372 unter dem Versprechen der Wahrung des Landfriedens an dessen Söhne Zdeněk und Jan Ješek. Im Jahr darauf wurden die Brüder in der Landtafel als Besitzer des aus den Lukover Gütern und dem Lehn Holešov bestehenden gemeinschaftlichen Erbes eingetragen. Die Brüder siedelten beide auf der unteilbaren Burg, den gemeinsamen Besitz teilten sie jedoch in zwei Hälften auf, die de facto den Charakter selbstständiger Herrschaften bekamen, de juro jedoch eine unteilbare Herrschaft bildeten. Zdeněk erhielt die Holešover Hälfte und Jan Ješek Lukov. Am 10. Dezember 1392 wurde in einem Schriftstück Papst Bonifatius IX. die dem hl. Johannes geweihte Burgkirche im Zusammenhang mit dort befindlichen Reliquien des Heiligen Kreuzes aufgeführt.
Zdeněk von Sternberg, der mit Kunka von Kunstadt verheiratet war, kämpfte im mährischen Bruderkrieg auf Seiten des Markgrafen Jobst und konnte mit dessen Unterstützung nach dem Erlöschen des Zlíner Familienzweiges der Sternberger mit den Herrschaften Zlín und Čejkovice den größten Teil von deren Gütern hinzugewinnen. Sein Bruder Ješek kämpfte zunächst auch für Jobst, wechselte dann aber in die Reihen Prokops über. Sein kostspieliger Lebenswandel und ständige Fehden führten zum Niedergang seines Anteils. Im Jahre 1409 war er schließlich so verschuldet, dass er seinen Besitz verlor, der wieder dem Lukover Anteil zufiel.
Nachfolgender Burgherr war Zdeněks Sohn Albrecht von Sternberg, der 1412 die Burg eroberte. Es ist nicht bekannt, ob er sich dabei der väterlichen Hälfte bemächtigte oder den ehemaligen Besitz seines Onkels zurückgewann. Im Laufe des 15. Jahrhunderts konnte Matouš von Sternberg aus dem Holešover Familienzweig auch die verbliebene Herrschaft Lukov hinzugewinnen. 1446 erfolgte nach Erbstreitigkeiten beider Familienzweige die Abtrennung von Holešov als selbstständige Herrschaft. Während des böhmisch-ungarischen Krieges wurde die Burg von den Truppen Matthias Corvinus niedergebrannt. Unter Matouš Sohn Albrecht erfolgte der Wiederaufbau und Ausbau der Burg zu einer der ausgedehntesten Anlagen in Mähren. In dieser Zeit entstand neben der Unterburg auch die Bastei Johanka. Albrecht von Sternberg verlobte seine einzige Tochter Ludmila noch zu seinen Lebzeiten als Kind mit Smil von Kunstadt. Ihr Vormund Albrecht von Sternberg auf Holešov ließ nach dem Tode seines gleichnamigen Vetters das Verlöbnis aufheben, um den Übergang der Herrschaft Lukov an die Herren von Kunstadt zu verhindern. Dennoch gelangte Lukov 1511 gegen eine Abstandszahlung von 2600 Schock Groschen für Ludmila von Sternberg an Smil und Wilhelm von Kunstadt. Von diesen ging die Herrschaft 1522 an den mährischen Landeshauptmann Jan Kuna (II.) von Kunstadt († 1540) über. 1540 erbten dessen Söhne Boček, Smil, Jan, Čeněk und Kryštof den Besitz. Sie verkauften Lukov 1547 an die Waisen des Zikmund Nekeš von Landek, die unter der Vormundschaft von Bischof Johannes Dubravius und Přemek von Víckov standen. Nach Erreichen der Volljährigkeit übernahmen Přemek und Jan Nekeš 1557 gemeinsam die Herrschaften Lukov und Vsetín. Nach 1568 teilten Zikmund und Václav Nekeš den Besitz, wobei letzterer Lukov erhielt. Unter den Nekeš von Landek erfolgte der Umbau der Burg im Renaissancestil. Da Václav Nekeš trotz dreier Ehen kinderlos blieb, wurde nach seinem Tode im Jahre 1607 Zikmunds einzige Tochter Lukrecia zur lebenslangen Besitzerin der Herrschaften Lukov, Vsetín und Rymice, wobei Lukov und das Gut Přílepy nach Václav Nekeš Testament nach Lukrecias Tod an die Herren von Víckov übergehen sollte. Die Katholikin Lukrecia war seit 1598 mit dem Protestanten Arkleb von Víckov verheiratet, der im Herbst 1608 verstarb. Die nun verwitwete Lukrecia heiratete im Mai 1609 Albrecht von Waldstein. Sie verstarb 1614 und entsprechend ihrem letzten Wunsch gründete Waldstein 1616 in Štípa ein Kartäuserkloster. Die Herrschaft Lukov behielt er jedoch unter Bruch der testamentarischen Verfügung des Václav Nekeš.
Nachdem Waldstein während des Ständeaufstandes 1619 auf Seiten Ferdinands II. übergewechselt war, konfiszierten die mährischen Stände noch im selben Jahre dessen gesamten Besitz und unterstellten ihn der Verwaltung des Direktoriums. Wenig später erhielt Jan Adam von Víckov, der auch der rechtmäßige Erbe von Lukov war, vom Ständedirektorium die Herrschaft als Ausgleich für die von den kaiserlichen Truppen auf seinen Gütern Čejkovice und Boleradice verursachten Schäden. Nach der Schlacht am Weißen Berg floh Jan Adam von Víckov, der dem Hofe Friedrichs V. angehört hatte, ins Ausland. Seine Güter wurden konfisziert und die Herrschaft Lukov an Albrecht von Waldstein zurückgegeben. Kurz danach eroberten und besetzten im Winter 1620/21 aufständische Walachen Lukov; später nahmen sie auch noch die Burg Malenovice sowie Vizovice, Zlín und Meziříčí ein. 1621 belagerte Johann Georg von Jägerndorf während seines Herbstfeldzuges nach der Einnahme von Hranice, Helfštýn, Příbor, Holešov und Kelč auch Lukov. Da es Johann Georg nicht gelang, die Unterstützung Gábor Bethlens zu gewinnen, musste sich das Heer, in dem auch Jan Adam von Víckov kämpfte, wieder aus Mähren zurückziehen. 1625 trat Waldstein die Herrschaft an den Kaiser ab, der sie seinem Wiener Höfling Stephan Schmidt von Freihofen als Ausgleich für dessen Forderungen gegenüber der Hofkammer übergab. Im selben Jahre weilte Johann Amos Comenius als Gast bei Schmidt, der sich um die Versöhnung der beiden politischen Lager bemühte. Am 30. September 1626 belagerte Jan Adam von Víckov mit 200 dänischen Musketieren und etwa genauso vielen Walachen, die sich der Truppe angeschlossen hatten, erneut Lukov, wobei ihm Schmidt die Burg kampflos übergab. Mitte Oktober 1627 eroberten die Kaiserlichen unter Baltasar von Marradas die Burg zurück. Wahrscheinlich fiel Jan Adam von Víckov dabei. Im Jahre 1630 wählte der Protestant Stephan Schmidt den Weg ins Exil, da er zwar auf der Seite des Kaisers stand, aber nicht gewillt war, zum Katholizismus überzutreten. Er kehrte im Herbst 1631 mit ausdrücklicher Bewilligung Ferdinands II. nach Lukov zurück, wo er 1632 verstarb. Nach seinem Tode erbte Lukov sein Schwiegersohn Johann Friedrich Minkwitz von Minkwitzburg, der die Güter schon während Schmidts Exil bewirtschaftet hatte. Dieser verschuldete sich immer mehr und hinterließ 1643 seinem Sohn Johann Friedrich II. eine hoffnungslos darniedergewirtschaftete Herrschaft. Johann Friedrich II. lebte bis zu seinem Tode im Jahre 1678 zusammen mit seiner Frau Marie Elisabeth Praschma von Bilkow auf der Burg, die jedoch faktisch schon seinen Gläubigern gehörte. Auch seinem Sohn Johann Friedrich III. gelang es noch lange, die Burg zu halten und die Ansprüche der Grafen Rottal abzuwehren. Im Jahre 1710 war er jedoch genötigt, die Herrschaft an Johann Josef von Rottal zu verkaufen. Ihm verblieben die Güter Vesela und Klečůvka. Nach dem Auszug aus der Burg lebte Johann Friedrich III. Minkwitz von Minkwitzburg mit seiner großen Familie auf Klečůvka.
Sein Nachfolger führte einen langwierigen Streit mit seinen Untertanen über deren Pflichten und die Höhe der Abgaben, mit dem er letztlich vor Gericht scheiterte. Der verlorene Prozess und die noch immer nicht besser gewordene wirtschaftliche Situation der Herrschaft veranlassten Johann Josef von Rottal dazu, die Herrschaft 1724 für 200.000 Gulden an Johann Friedrich Graf von Seilern-Aspang zu verkaufen. Dieser errichtete 1750 den Primogenitur-Fideikommiss Lukov-Kralice, den im Jahre darauf sein Sohn Christian August von Seilern erbte. Die Burg, die seit dem Auszug des letzten Minkwitz nur noch als Sitz der herrschaftlichen Verwaltung gedient hatte, verlor auch diese Funktion, als Johann Friedrich von Seilern-Aspang im Jahre 1750 die herrschaftliche Güteradministration in das Dorf Lukov verlegte. Letzte Nachrichten von einer Bewohnung der Burg stammen aus den Jahren 1787 bis 1789. Danach wurde die Anlage dem Verfall preisgegeben.
Im Jahre 1804 wurde die Burg Lukov als verfallen bezeichnet. Beschreibungen aus dem Jahre 1861 zeigen, dass zu diesem Zeitpunkt auch die Mauern der Unterburg und die Bastei Johanka noch erhalten waren. Danach begann durch die Gutsverwaltung der Verkauf der Befestigungsanlagen als Baumaterial. Letzter Sitz der Herrschaft war das 1894 südlich von Lukov fertiggestellte Schloss Lešná.
1990 gründete sich die Bürgervereinigung Spolek přátel hradu Lukova, die im selben Jahre zu den Gründungsmitgliedern der wiedererrichteten Hnutí Brontosaurus gehörte und sich um die Erhaltung der Ruine bemüht. Nach umfangreichen Sicherungsarbeiten ist die Burg seit 2004 wieder öffentlich zugänglich.